# Burger Initiatief
Burger Initiatief is een lokale politieke partij in de Nederlandse gemeente Barneveld, opgericht door Dick van Rheenen.
De partij behaalde bij de gemeenteraadsverkiezingen in maart 2006 twee zetels. Vier jaar later, in maart 2010, kreeg de partij er één zetel bij. In 2014 continueerde zich dat. In 2018 zakte de partij terug naar twee om in 2022 één zetel over te houden.